# Allan McGregor
Allan James McGregor, född 31 januari 1982 i Edinburgh, är en skotsk professionell fotbollsmålvakt. Han har spelat landskamper för skotska landslaget.

## Karriär
Den 16 maj 2018 återvände McGregor till Rangers, där han skrev på ett tvåårskontrakt. Vid slutet av säsongen 2022/2023 lämnade McGregor klubben.